# Allopauropus bouini
Allopauropus bouini är en mångfotingart som beskrevs av Paul Auguste Remy 1955. Allopauropus bouini ingår i släktet småfåfotingar, och familjen fåfotingar. Inga underarter finns listade i Catalogue of Life.